# Анте Банина
Анте Банина (Вели Иж, код Задра, 6. април 1915 — Београд, 15. април 1977) био је учесник Народноослободилачке борбе, генерал-пуковник ЈНА и народни херој Југославије.

## Биографија
Рођен је 6. априла 1915. у селу Велом Ижу, код Задра. Потиче из сиромашне сељачке породице. У родном селу је завршио шест разреда основне школа, а потом одлази у Чаковец, где је учио молерски занат. Године 1932. запослио се у Загребу, а до 1936. радио је у Сплиту и Шибенику, када је отишао на одслужење војног рока. Као млади радник, још у Чаковцу се упознао са радничким покретом. Члан Комунистичке партије Југославије (КПЈ) постао је 1939, а од 1940. је био секретар Обласног комитета КПЈ за Преко.
Активно је учествовао је у организовању устанка, против окупатора, 1941. године на подручју Задра и Шибеника. По налогу Окружног комитета КПХ за северну Далмацију, основао је прву партијску ћелију у Задру и био њен секретар.
Организовао је и 7. децембра 1941. повео групу од 30 бораца, са подручја Задра и Шибеника, и довео у Лику, где су ступили у партизане. Постали су борци Далматинске партизанске чете батаљона „Марко Орешковић“, а Банина је именован за политичког комесара чете.
Када је 7. маја 1942. у ослобођеној Кореници формиран Први пролетерски батаљон Хрватске, постао је командант батаљона и са њим учествовао у великом броју борби на територији Лике, Далмације, Горског котара и Кордуна. Посебно се истакао у борби код Голубића, маја 1942, када је иако рањен наставио да командује батаљоном. Такође, истакао се у борбама на Жумберку, октобра исте године, када је поново тешко рањен, наставио да командује батаљоном све до пробоја из окружења. За ове успехе Анте Банина и Први пролетерски батаљон похваљени су од Главног штаба НОП одреда Хрватске.
Приликом формирања Тринаесте хрватске бригаде „Јосип Краш“ (од децембра 1942. Тринаеста пролетерска ударна бригада „Раде Кончар“) 7. новембра 1942. Први пролетерски батаљон Хрватске ушао је у њен састав. Том приликом Банина је именован за команданта бригаде, али је због рањавања, команду над бригадом преузео Милан Жежељ, а он је упућен на лечење.
Фебруара 1943. постављен је за заменика команданта Девете далматинске дивизије, са којом је, током Четврте непријатељске офанзиве, учествовао у борбама које је водила од Имотског до преласка Неретве. Уз непрестане борбе, борци Девете дивизије учествовали су у преносу рањеника, преко Прења и обезбеђењу Централне болнице.
После битке на Неретви, именован је за команданта Шеснаесте банијске бригаде, с којом је учествовао у Петој непријатељској офанзиви. Јуна 1943. постављен је за команданта Седме банијске ударне бригаде, а по наређењу Врховног штаба НОВ и ПОЈ, крајем августа 1943, из источне Босне се вратио у Далмацију.
За команданта Девете далматинске дивизије, постављен је 8. септембра 1943. године. Под његовом командом дивизија је у непрекидним двадесетодневним борбама спречила продор немачких снага у ослобођени Сплит. До краја 1943, одбијала је честе нападе немачких и усташких снага из Сиња, Имотског и Посушја ка Дувну и Ливну; водила борбе код Аржана и на Пељешцу, а од 9. до 17. децембра 1943. учествовала у нападу на Ливно.
У првој половини 1944. Девета дивизија је водила борбе с немачким и четничким јединицама код Босанског Грахова, а посебно у време десанта на Дрвар, од 25. маја до 6. јуна 1944. године. У децембру 1944. упућен је на школовање у Совјетски Савез, где је завршио Војну академију „Ворошилов“.
После ослобођења Југославије, обављао је разне дужности у Југословенској народној армији (ЈНА). Био је командант дивизије, командант армије и командант армијске области.
Био је члан Централног комитета Савеза комуниста Хрватске, посланик Сабора СР Хрватске и Скупштине СФРЈ, а једно време је обављао функцију секретара Опуномоћства ЦК СКЈ за организацију Савеза комуниста у ЈНА.
Преминуо је 15. априла 1977. у Београду. Сахрањен је у Алеји заслужних грађана на Новом гробљу.
Носилац је Партизанске споменице 1941. и других југословенских одликовања, међу којима су — Орден ратне заставе, Орден партизанске звезде првог реда, Орден заслуга за народ првог реда, два Ордена братства и јединства првог реда, Орден за војне заслуге првог реда, Орден за храброст и др. Орденом народног хероја одликован је 20. децембра 1951. године.